# Academy Comics
Academy Comics là một nhà xuất bản truyện tranh của Mỹ được thành lập bởi Mark Paniccia (một biên tập viên tại Marvel Comics tính đến năm 2011). Nhà xuất bản được thành lập với tên gọi Pyramid Publishing vào năm 1986, và trở thành New Century Comics vào năm 1990, chủ yếu đóng vai trò là phương tiện xuất bản truyện tranh về kiếm và ma thuật của Paniccia. Sau đó nhà xuất bản được đổi tên thành Acid Rain Studios để xuất bản một loạt truyện tranh về ma cà rồng và gothic. Tên lại được đổi thành Academy sau khi nó có được giấy phép Robotech vào năm 1994. Tên cuối cùng của công ty là Noble ARMOR Halberder bởi anh em nhà Waltrip sau khi giấy phép kết thúc vào năm 1996.